# シンシア・ルミス
シンシア・マリー・ルミス・ウィーダースパン(英語:Cynthia Marie Lummis Wiederspahn , 1954年9月10日 - )は、アメリカ合衆国・ワイオミング州出身の政治家、弁護士。共和党員。
2009年からアメリカ合衆国下院議員を通算4期務めた。2021年、アメリカ合衆国上院議員に就任した。ワイオミング州選出初の女性上院議員である。

## 経歴・人物
1954年9月10日、ワイオミング州シャイアンに生まれた。父は大手バス会社グレイハウンドの社員だった。 高校卒業後、ララミーにあるワイオミング大学に入学し、1976年に動物科学、1978年に生物学と2つの学士号を取得した。 
1979年、ワイオミング州下院議員に着任した。就任当時ルミスの年齢は24歳120日で、同州史上最年少の女性州下院議員だった。2期連続で任期を務めた後、ワイオミング大学に入学し、1985年に法務博士号を取得。ワイオミング州最高裁判所で事務員として働いていた。
1985年から州下院で4期、州上院で1期の任期を務めた後、1995年から1997年までワイオミング州知事のジム・ゲリンジャーの顧問弁護士として活動した。
その後、1999年から2007年までワイオミング州の州財務官を務めた。2期8年間の任期中、ワイオミング州の財政健全化に務め、州の歳入を株式、不動産、債券投資をバランス良く分散したポートフォリオに変換した。

## アメリカ下院議員

### 選挙
2008年選挙で現職のバーバラ・キュービンが不出馬を宣言。ルミスは同年8月に行われた共和党予備選で実業家のマーク・ゴードンらを破り、11月4日の総選挙に臨んだ。有力な対立候補は民主党のゲイリー・トラウナーで、ティトン郡教育委員会の評議員を務めた人物だった。トラウナーは2006年選挙でバーバラ・キュービンと議席を争い、わずか1,012票(得票数全体の0.53%)差で敗北していた。トラウナーは、社会保障の民営化を支持するルミスを批判し、10万ドルを超える所得に対してもFICA税を課税するべきだと主張していた。ルミスは中絶反対派や経済的に保守的な有権者の支持を得て当選を果たした。
その後、2010年選挙、2012年選挙、2014年選挙で70%近い票を得るなど、安定した地盤を誇り、2016年選挙への不出馬を表明するまで計4選を果たした。

### 政策
- ルミスはあらゆる増税に反対することを約束する納税者保護誓約に署名した[8]。同誓約を後援している全米税制改革協議会（英語版）は保守系の特別利益団体で共和党に近いとされている。

- ランチA統合・経営改善法(H.R. 1684) ： ランチAは1930年代に新聞屋モーゼス・アネンバーグの別荘として建てられたロッジを含む建造物群で、1997年にアメリカ合衆国国家歴史登録財に認定された。現在はワイオミング州が所有し、教育センターとして管理・運営を行っている。同法はランチAの一部が含まれている10エーカーの国有地をワイオミング州に譲渡する法案である[9]。また、ランチAの使用に関する制限の撤廃も条項に含まれており、この法案を提出したルミスはランチAの財政を自立させるための手段だとしている [10][11]。

- 司法への平等なアクセスのための公開法(H.R. 2919)：同法は、非連邦団体がアメリカ政府を相手に訴訟を行った時、勝訴した際に連邦裁判所が支払う手数料やその他の費用の額について、アメリカ行政会議（英語版）（ACUS）が毎年報告書を作成することを義務付ける法案である[12] 。ルミスは、2013年8月1日にこの法案を提出した。彼女は、「各機関が弁護士に支払う金額を記録することを義務付けることで、司法への平等なアクセス（英語版）法がうまく機能しているかどうかを議会が判断するのに役立つ」と述べている[13]。ルミスによれば、司法への平等なアクセス法は退役軍人や非営利団体などが連邦政府と訴訟を行う際に弁護士費用を償還するために立法されたものの、大規模な環境保護団体が環境訴訟を行う際に利用されていると主張した[14]。

### 所属委員会
- アメリカ合衆国下院天然資源委員会（英語版）（2009–2011、2013–2017）
  - エネルギー・鉱物資源小委員会
  - 公有地と環境規制に関する小委員会
  - 水と電力に関する小委員会
- アメリカ合衆国下院監視・政府改革委員会（英語版）（2013–2017）
  - 国家安全保障小委員会
  - 経済成長、雇用創出、規制問題に関する小委員会
- アメリカ合衆国下院科学・宇宙・技術委員会（英語版）（2013–2017）
  - エネルギー小委員会（委員長）
  - 研究小委員会
- アメリカ合衆国下院歳出委員会（英語版）（2011–2013）

### 所属議員連盟
- 議会西部議員連盟（副議長）
- 国際自然保護議員連盟
- 議会のスポーツマンの議員連盟
- 女性問題議員連盟（英語版）（共同議長）
- 芸術議員連盟
- 共和党自由議員連盟[15]
- 獣医学議員連盟
- 憲法議員連盟[16]

## アメリカ上院議員

### 選挙
2016年に下院議員を引退した後、ルミスが2018年のワイオミング州知事選への出馬を検討しているとの報道が流れたが、2017年9月、ルミスは知事選への出馬を否定した。 
ドナルド・トランプ政権のライアン・ジンキ内務長官が辞任すると、後継者の有力候補としてルミスの名前が上がったが、最終的にはデイヴィッド・バーンハートが同職に任命された 。
2019年5月4日、アメリカ上院議員のマイク・エンジが引退を表明した。2019年7月11日、ルミスは上院議員選挙への立候補を表明し、当選を果たした。

### 政策
2021年1月、ルミスはテッド・クルーズとジョシュ・ホーリーが率いる共和党上院議員のグループに加わり、2020年の大統領選挙の結果を覆そうとする試みを行ったが、失敗に終わった。ルミスはペンシルバニア州やアリゾナ州の選挙人票に対する異議申し立てに賛成票を投じたが、反対多数で否決された。
2013年にビットコインを購入するなど、暗号資産の支持者として知られ、一人娘のアナリースは、暗号資産企業アンチェインド・キャピタルの最高製品責任者であるウィル・コールと結婚している。さらに、2021年2月には上院で仮想通貨とデジタル資産に関する新しい議員連盟を立ち上げる予定であると公表した。

### 所属委員会
- アメリカ合衆国上院銀行・住宅・都市問題委員会（英語版）
- アメリカ合衆国上院商務・科学・運輸委員会（英語版）
- アメリカ合衆国上院環境公共事業委員会（英語版）